# Machiny barobalistyczne

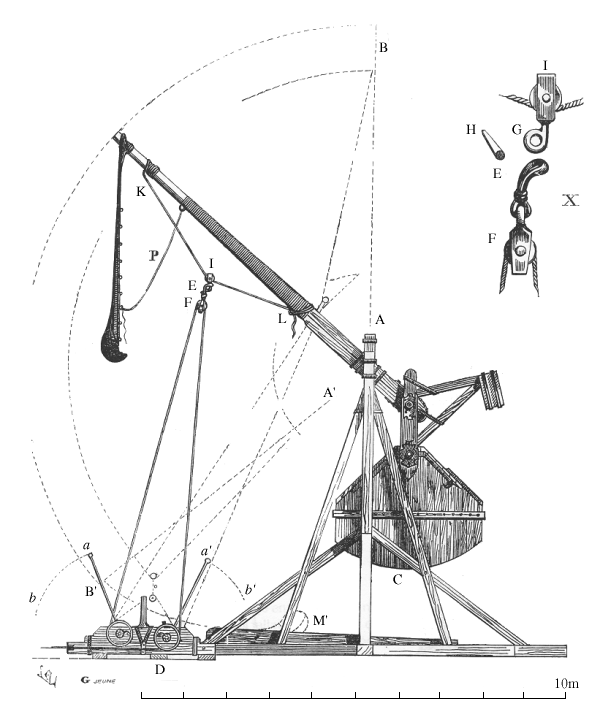
Tripantium - typowa machina barobalistyczna

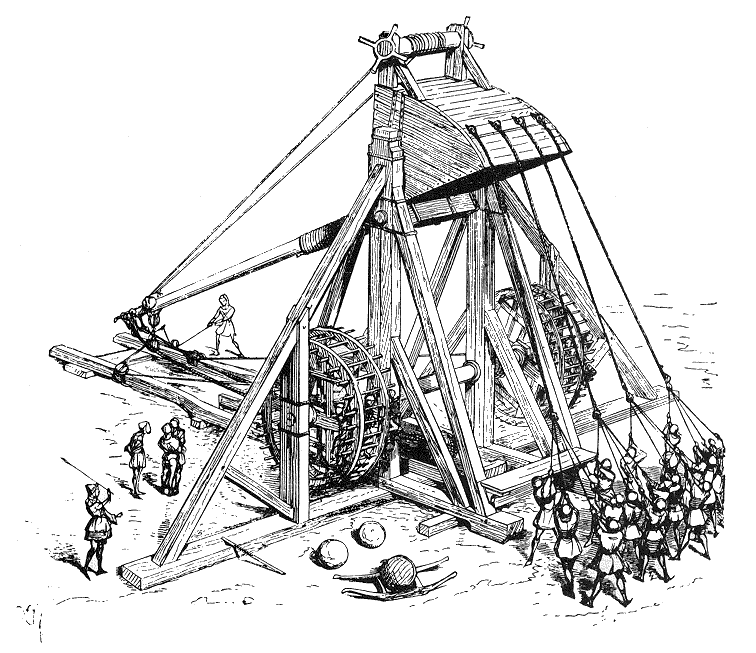
Onager (mangonel) z przeciwwagą zastąpioną linami ciągniętymi przez ludzi

Machiny barobalistyczne (od gr. βαρος báros - "ciężar; masa; waga", βαλλω ballo - "rzucać; pchać") – machiny wojenne wykorzystujące energię potencjalną masy podniesionej na pewną wysokość.
Machiny te dzielimy według podziału przyjętego przez Aegidiusa Colonna Romanusa w ostatniej części dzieła De regimine principum, wydanego w 1473 w Augsburgu na:
- z przeciwwagą stałą,
- z przeciwwagą stałą i ruchomą,
- z przeciwwagą zastąpioną linami ciągniętymi przez ludzi.

Machiny z przeciwwagami stosowane były w starożytności, ale rozkwit przeżyły w średniowieczu. Pierwszy ślad stosowania w Europie to najpierw w czasie zdobywania w 873 roku, a następnie w czasie obrony grodów w 886 we Francji. W Polsce wykorzystywane były w czasie obrony Niemczy w 1017 roku, wspomina je także Gall Anonim przy obronie Głogowa w 1109, Sax przy obronie Wołogoszczy w 1184 i Jan Długosz opisując oblężenie Łucka w 1431. Wśród Słowian powszechne było własne nazewnictwo dla tych machin jak wózgrady, samostrzały, strzykusy, puszkicze i poroki. Ślady stosowania tych machin są też w piśmie Leonarda da Vinci do Ludwika Sforzy z 1482, gdzie Leonardo pisze, że tam gdzie działanie bombard zawodzi, buduje machiny miotające: bricole, mangani, trabucchi i inne.
Podstawowym elementem konstrukcji był uchwyt na pocisk - zwykle ramię w kształcie łyżki (dla machin małych o mniejszym zasięgu) lub pętla rzemienna-proca (w chwili strzału proca przedłużała ramię belki zwiększając zasięg). Proca montowana jednym końcem na stałe do ramienia, drugi koniec był mocowany na haku przez kółko. Gdy ramię zbliżało się do pionu, kółko spadało z haka dzięki sile odśrodkowej, uwalniając pocisk. Zastosowanie proc związane było też z nazwami dla tych urządzeń - fustibalusy lub fundy (od funda - proca).